# Jugendwerk St. Michael
Das Jugendwerk St. Michael e.V., gegründet im Jahr 1954 durch den Zusammenschluss zweier Vorgängervereine, ist ein gemeinnütziger, eingetragener Verein zur Förderung der katholischen Jugendarbeit im Bistum Fulda. Es schafft Rahmenbedingungen für katholische Jugendverbände.
Es ist im Bistum Fulda Rechtsträger der bundesweit aktiven, katholischen Jugendverbände BDKJ, der KjG und der KLJB mit insgesamt ca. 6800 Mitgliedern und unterstützt die Jugendbildungsarbeit als Träger von Jugendbildungshäusern und Zeltplätzen.
Der Verein wird durch Ehrenamtliche in Vorstand und Kontrollgremien geleitet.

## Ziele und Aufgaben des Vereins
Jugendliche sollen die Möglichkeit erhalten, durch Teilnahme, Miterleben und Mitgestalten das vielseitige Angebot an katholischer Jugendarbeit kennenzulernen, damit sie in eigener Selbstbestimmung fähig werden, mündige Christen zu sein in jeder Gemeinschaft, in Familie, Beruf und Gemeinde.
Die Mitglieder des Vereins setzen sich die Aufgabe, Voraussetzungen und Rahmenbedingungen zu schaffen für eine freiheitlich und demokratisch verfasste Jugendarbeit. Sie wollen insbesondere die verbandliche Jugendarbeit unterstützen.
Diese Voraussetzungen für die Verbände schafft das Jugendwerk St. Michael e.V. als
- Träger von Jugendbildungs- und Freizeitstätten und
- die Übernahme von Rechtsträgerschaften für die Verbände und deren Mitglieder.

## Jugendbildungs- und Freizeitstätten

### Ludwig-Wolker-Haus

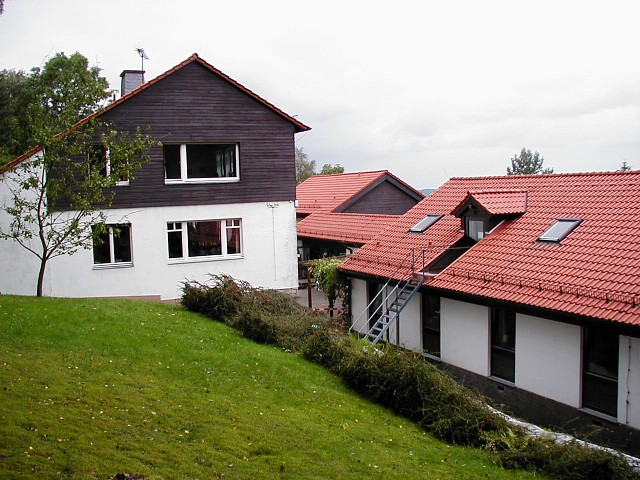
Ludwig-Wolker-Haus in Kleinsassen in der Rhön

Das Ludwig-Wolker-Haus in Kleinsassen am Fuße der Milseburg in der Rhön (Koordinaten: 50° 32′ 50″ N, 9° 52′ 42″ O) ist benannt nach Ludwig Wolker, dem Gründer des Bundes der Deutschen Katholischen Jugend (BDKJ).
Es ist die erste Bildungsstätte des Jugendwerks St. Michael e.V. mit insgesamt 85 Betten, wurde bereits 1959 erbaut und durch den damaligen Bischof von Fulda Adolf Bolte eingeweiht. Sie wurde mehrfach erweitert und umgestaltet.
So wurde bereits 1965 das Ludwig-Wolker-Haus aufgrund steigender Übernachtungszahlen baulich erweitert und vergrößert.
1975 erfolgt ein weiterer Anbau, welcher 48 Betten in 16 Schlafräumen sowie 4 Referentenzimmer schafft. Eine Renovierung des Speisesaals im Altbau erfolgt 1995, weitere Änderungen im Jahr 2000. Seit 2014 ist das Haus komplett renoviert.

### Thomas-Morus-Haus

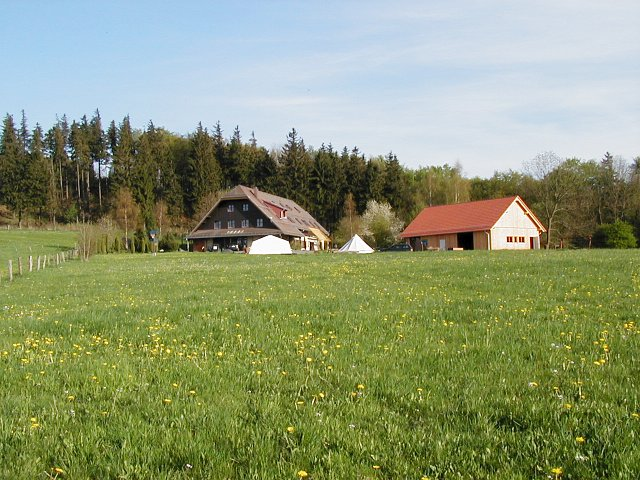
Thomas-Morus-Haus am Buchschirm bei Hilders in der Rhön

Das Thomas-Morus-Haus am Buchschirm bei Hilders in der Rhön (Koordinaten: 50° 34′ 38″ N, 10° 1′ 25″ O) ist benannt nach dem englischen Lordkanzler Thomas Morus, dem Schutzpatron der Katholischen Junge Gemeinde (KjG).
Angegliedert ist ein 17.000 m² großer Zeltplatz mit Spielscheune, einer der größten Zeltplätze der Region, der bereits 1980 eingeweiht wurde.
1985 erfolgte die Einweihung des Thomas-Morus-Hauses als Jugendbildungsstätte mit insgesamt 47 Betten durch den damaligen Bischof von Fulda, Erzbischof Johannes Dyba. Im Jahr 2004 wurde das Haus umfassend modernisiert und zuletzt im Jahr 2018 erweitert.

### Pater-Löslein-Hütte

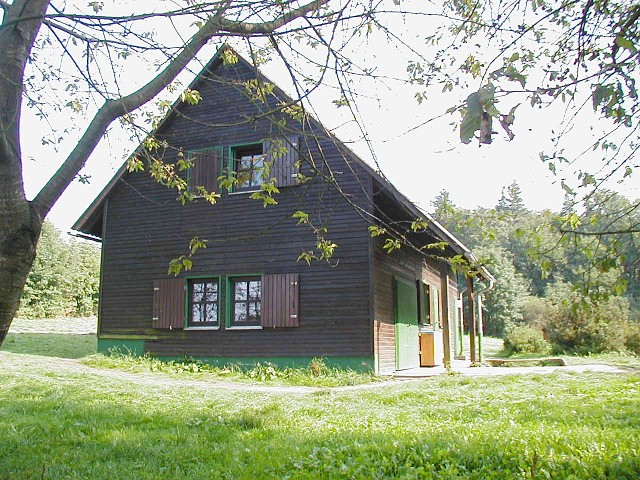
Pater-Löslein-Hütte am Buchschirm bei Hilders in der Rhön

Die Pater-Löslein-Hütte am Buchschirm bei Hilders in der Rhön (Koordinaten: 50° 34′ 40,6″ N, 10° 1′ 16,7″ O) ist benannt nach dem Kapuzinerpater Archangelus Löslein, dem Gründer der katholischen Jugendfreizeiten des Bistums Fulda am Buchschirm.
Sie wurde bereits 1977 durch das Jugendwerk St. Michael e.V. erworben und wird seit 1978 für Freizeiten genutzt. Zwischenzeitlich mehrfach modernisiert, ist die Nutzung von April bis Oktober möglich. Die Selbstversorgerhütte in Osthessen steht auf einem 8.000 m² großen Zeltplatz, der mit ca. 40–50 Personen belegbar ist.

## Rechtsträgerschaften
Der Verein übernimmt für katholische Jugendverbände in der Diözese Fulda als nicht eingetragene Vereine und deren Mitglieder die Rechtsträgerschaft und haftet für diese. Derzeit sind dies ca. 6800 Kinder, Jugendliche und junge Erwachsene.
Die Rechtsträgerschaft hat der Verein im Bistum Fulda momentan für folgende katholische Jugendverbände übernommen:
- Bund der Deutschen Katholischen Jugend – Diözesanverband Fulda (BDKJ) mit ca. 6.800 diözesanen Mitgliedern als Dachverband[4], sowie die
- Katholische Junge Gemeinde (KjG) mit ca. 1.100 diözesanen Mitgliedern

- Katholische Landjugendbewegung (KLJB) mit ca. 420 diözesanen Mitgliedern

(diözesane Mitgliedszahlen: Stand Dezember 2005)
Diese Rechtsträgerschaft beinhaltet:
- die Haftung im mit den Verbänden vereinbarten Rahmen.
- die Buchführung und Finanzverwaltung
- Beantragung öffentlicher und kirchlicher Zuschussmittel.
- Vertretung in der Öffentlichkeit.